# Live Then & Now 1999
Live Then & Now 1999 – ósma trasa koncertowa Mike'a Oldfielda; w jej trakcie odbyło się trzydzieści pięć koncertów.
1. 18 czerwca 1999 – Budapeszt, Węgry – Kisstadion
2. 19 czerwca 1999 – Wiedeń, Austria – Stadthalle
3. 20 czerwca 1999 – Hanau, Niemcy – August-Schattner-Halle
4. 21 czerwca 1999 – Böblingen, Niemcy – Sporthalle
5. 23 czerwca 1999 – Berlin, Niemcy – ICC
6. 24 czerwca 1999 – Drezno, Niemcy – Freilichtbühne
7. 25 czerwca 1999 – Hamburg, Niemcy – Stadtpark
8. 26 czerwca 1999 – Rostock, Niemcy – Stadthalle
9. 27 czerwca 1999 – Bielefeld, Niemcy – Stadthalle
10. 28 czerwca 1999 – Bonn, Niemcy – Museuemsmeile
11. 29 czerwca 1999 – Rotterdam, Holandia – Ahoy Rotterdam
12. 1 lipca 1999 – San Sebastián, Hiszpania – Plaza de Toros de Illumbe
13. 2 lipca 1999 – Walencja, Hiszpania – Jardín de Viveros
14. 3 lipca 1999 – Murcia, Hiszpania – Polideportivo San Javier
15. 4 lipca 1999 – Ubeda, Hiszpania – Campo de Fútbol San Miguel
16. 6 lipca 1999 – Barcelona, Hiszpania – Palau Sant Jordi
17. 7 lipca 1999 – Palma de Mallorca, Hiszpania – Plaza de Toros
18. 8 lipca 1999 – Madryt, Hiszpania – Plaza de Toros de Leganés
19. 9 lipca 1999 – Salamanka, Hiszpania – Salamanca FC Stadium
20. 10 lipca 1999 – Castro Urdiales, Hiszpania – Estadio Romar
21. 12 lipca 1999 – Paryż, Francja – Grand Rex
22. 13 lipca 1999 – Londyn, Anglia – Wembley Arena
23. 14 lipca 1999 – Birmingham, Anglia – New NEC
24. 15 lipca 1999 – Dublin, Irlandia – The Point Theatre
25. 17 lipca 1999 – Udine, Włochy – Folk Festival
26. 19 lipca 1999 – Singen, Niemcy – Hohentwiel Festival
27. 20 lipca 1999 – Nurnberg, Niemcy – Stadthalle
28. 21 lipca 1999 – Monachium, Niemcy – Colosseum
29. 22 lipca 1999 – Zurych, Szwajcaria – Sunset
30. 23 lipca 1999 – Lipsk, Niemcy – Parkbuhne
31. 24 lipca 1999 – Praga, Czechy – Sports Hall
32. 25 lipca 1999 – Katowice, Polska – Spodek
33. 27 lipca 1999 – Sztokholm, Szwecja – Cirkus
34. 29 lipca 1999 – Fünen, Dania – Langelands Festival
35. 31 lipca 1999 – La Coruña, Hiszpania – Playa Santa Crisina